# Самогубство Лукреції (Дюрер)
«Самогубство Лукреції» — картина німецького художника Альбрехта Дюрера, написана олією на липовій дошці у 1518 році. Зберігається в колекції Старої пінакотеки у Мюнхені.

## Опис
На картині зображена давньоримська героїня Лукреція (померла в 510 р до н. е.), дружина Луція Тарквінія Коллатіна. Вона стоїть у вузькому обрамленні, в акті самогубства, щоб уникнути ганьби від зґвалтування своїм двоюрідним братом Секстом Тарквінієм.
Лукреція стоїть перед тісною та освітленою кімнатою, в якій знаходиться весільне ложе, на якому її зґвалтували. Вона дивиться в небо, наче просить богів стати свідками її самогубства. Лице Лукреції видає почуття ганьби, коли вона завдає удар мечем в живіт. Панель є другою обробкою Дюрером на цю тему після дуже схожого малюнка 1508 року. Композиція, намальована тушшю на папері, знаходиться в колекції галереї Альбертіна у Відні .

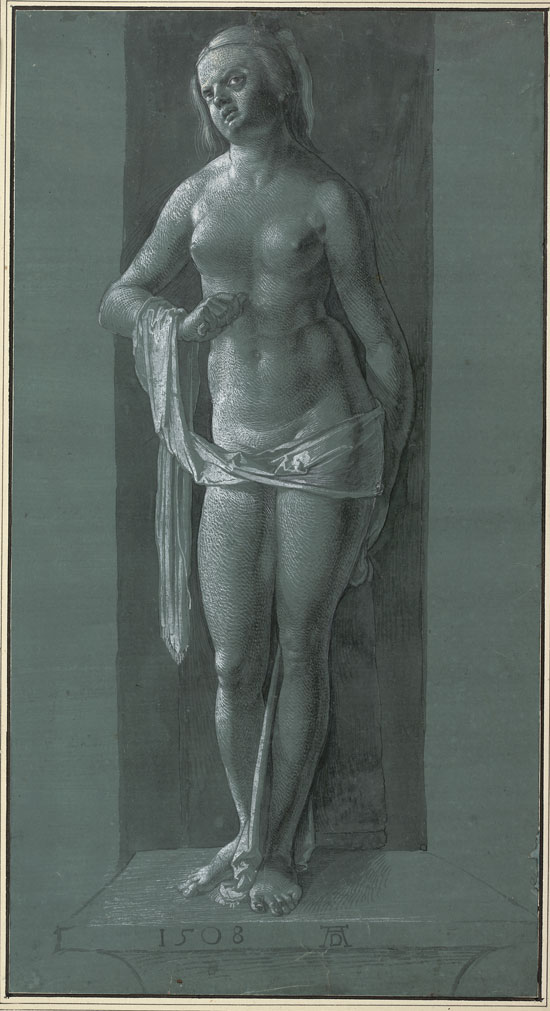
Самогубство Лукреції, 1508 рік, кисть, сіре і чорне чорнило, сіре напилення, 42.3 x 22.6 см. Альбертіна, Відень
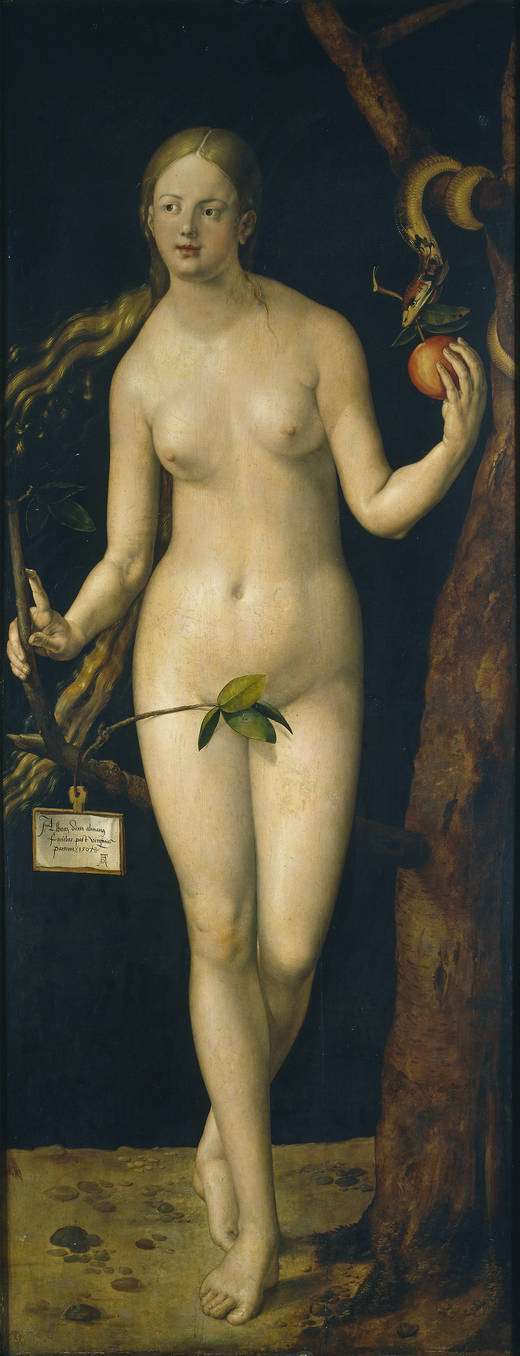
Адам і Єва, 1507 р Прадо, Мадрид

Рана Лукреції знаходиться не в центрі живота, як на малюнку 1508 року, а праворуч і вище, повторюючи рану Христа від списа. Цей акт самогубства безкровний.

Історики мистецтва не схильні розглядати «Самогубство Лукреції» як одну з найкращих картин Дюрера, і її часто порівнюють, не в найкращу сторону, з аналогічною роботою Лукаса Кранаха Старшого . 

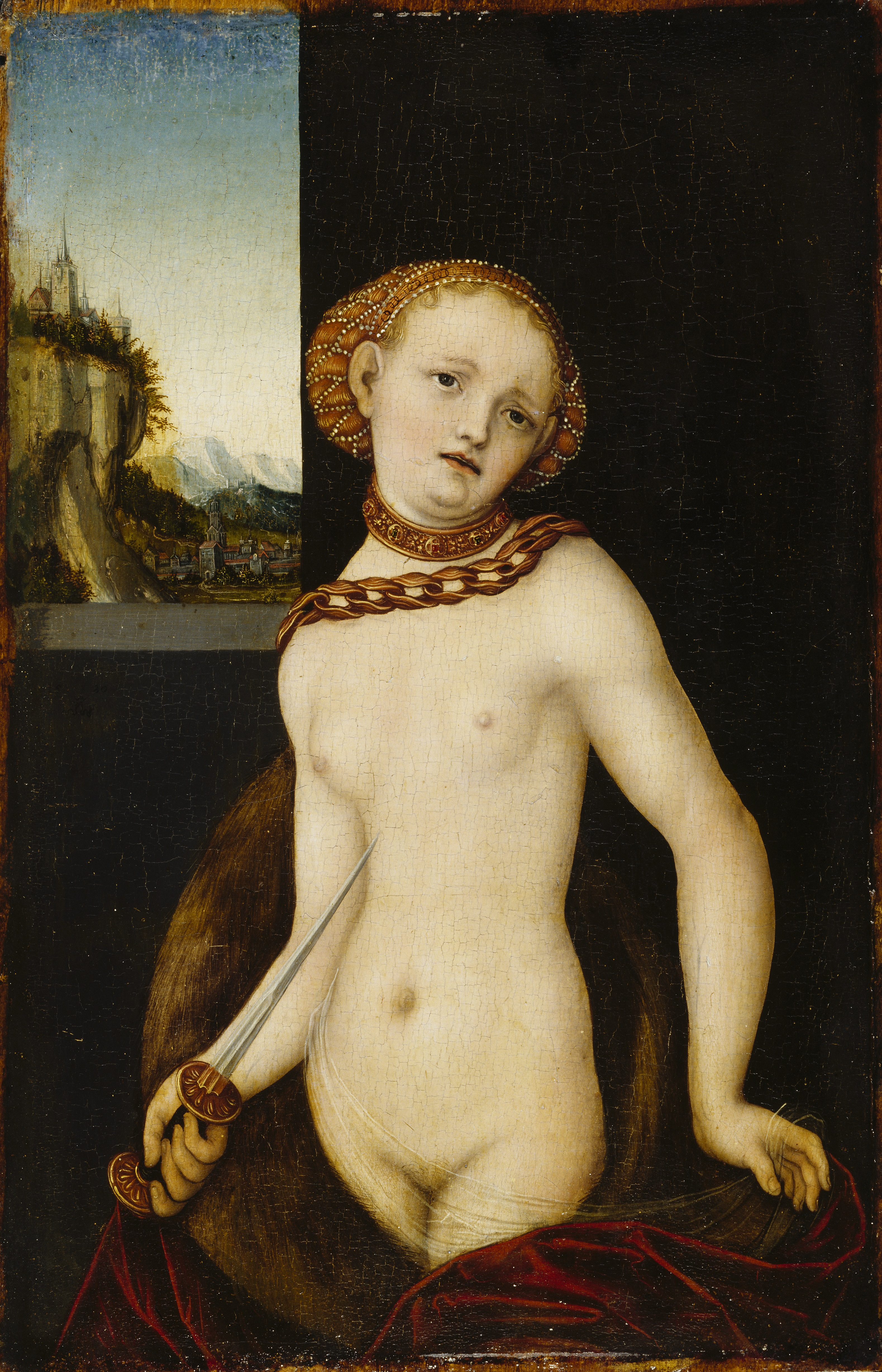
Лукреція, Лукас Кранах Старший, 1530 р Сінебрігоффін Тайдемузео, Гельсінкі
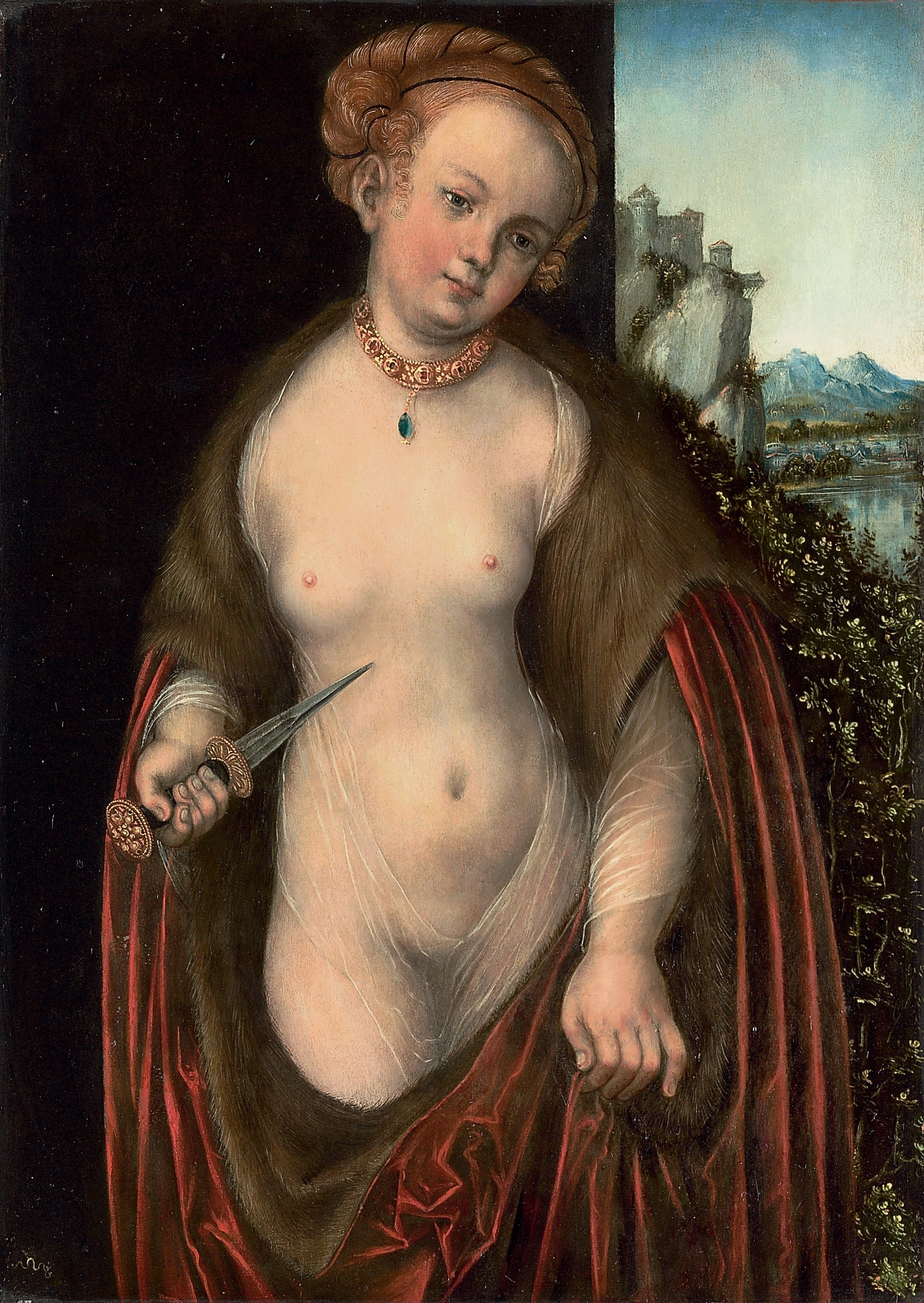
Лукреція, Лукас Кранах Старший, 1525-30 (до 1537). Приватна колекція

 Вираз обличчя Лукреції, майже ідентичний малюнку 1508 року. Критики негативно відзначили її кислий вираз обличчя, неприродно витягнуту і непропорційну фігуру і незручну позу. Картина була описана як одиніз найнепопулярніших творів Дюрера, і багато істориків мистецтва, в тому числі Макс Фрідлендер і Ервін Панофскі, негативно коментують такі якості зображення, як «строгість і незручність». Мистецтвознавець Федя Анцелевскі назвав її «пародією, а не піднесенням класичної жіночої фігури».